# TANS 페루 204편 추락 사고
TANS 페루 204편 추락사고는 보잉 737-200 어드벤스드로 운항되는 국내 정기 리마-푸칼파-이키토스 여객 서비스로 푸칼파 공항에 접근하던 중 추락하여 약천후로 비상착륙을 시도하여 승객과 승무원 중 40명이 사망했다.

## 항공기
사고기는 1981년에 제작된 보잉 737-244 어드벤스드 항공기이고, 사고 2개월 전에 남아프리카 공화국의 사프에어(Safair)에서 임대되었다.

### 기장, 부기장
기장은 45세의 옥타비오 페레즈 팔마 가레타 (Octavio Perez Palma Garreta) 로 보잉 737에서 3,763 시간을 포함하여 5,867시간의 비행 시간을 가졌다.
부기장은 37세의 호르헤 루이스 핀토 판타 (Jorge Luis Pinto Panta) 로 보잉 737에서 1,109시간을 포함하여 4,755시간의 비행시간을 가졌다.
38세의 연습생 조종사인 곤잘로 치리노스 델가도 (Gonzalo Chirinos Delgado)는 2,700시간의 비행시간을 가졌지만, 보잉 737에서는 61시간만 비행하였다.

## 사고
사고가 발생하기 몇분 전에 푸칼파 부근에서 특이한 한랭 전선이 발달하고 있었고, 구름 높이는 45,000ft (14,000m)로 추정되었다. 조종사들은 다른 공항으로 우회하는 대신 날씨가 좋지 않은 푸칼파 공항으로 접근한다. 착륙하기 약 10분정도 전에 항공기가 흔들렸고, 기상악화 속에서 안전한 착륙을 할 수 없다는 것을 깨달은 조종사들은 비상착륙 을 시도했다. 항공기는 윈드 시어에 의해 추락하고, 나무에 부딪히고, 불시착하면서 기체가 부서져 화염에 휩싸였다.
이 사고로 승객 35명과 조종사 3명, 승무원 2명이 사망하여 총 40명이 사망하였다.